# Ao Vivo em Londrina (álbum de Naiara Azevedo)
Ao Vivo em Londrina é primeiro álbum ao vivo da cantora sertaneja Naiara Azevedo, lançado em 10 de fevereiro de 2014 pela MM Music. Foi gravado no dia 15 de outubro de 2013 na Boate Santarena Bar em Londrina no Paraná e contou com as participações do cantor Thiago Brava e do rei do funk Mr. Catra. A música gravada com o Catra, “Mulher não trai”, foi escolhida para abrir os trabalhos de divulgação do projeto. O show durou duas horas e o repertório contou com 18 músicas, 15 delas inéditas.

## CD
| Lista de faixas | |         |  |
| N.º             | Título | Duração |  |
| 1.              | "Mulher não trai (Part. Mr. Catra)"                                                                                      |         |  |
| 2.              | "Mamãe Passou Pimenta"                                                                                                   |         |  |
| 3.              | "Chumbo trocado não doi"                                                                                                 |         |  |
| 4.              | "Gota d’ água" |         |  |
| 5.              | "Quem Fala Não Faz" |         |  |
| 6.              | "Desapega" |         |  |
| 7.              | "Favorita" |         |  |
| 8.              | "Vai ser de enlouquecer (Part. Thiago Brava)"                                                                            |         |  |
| 9.              | "Experimenta" |         |  |
| 10.             | "Máscara caiu" |         |  |
| 11.             | "Se quer a verdade" |         |  |
| 12.             | "Tá querendo me amar (Part. Zé Ricardo & Thiago)"                                                                        |         |  |
| 13.             | "Exclusividade" |         |  |
| 14.             | "Nó na garganta" |         |  |
| 15.             | "Pout Pourri de Modão – Decida / Boate Azul / Nuvém de lágrimas / Evidências / Pense em mim / É o amor / Dormi na praça" |         |  |
| 16.             | "É todo seu" |         |  |
| 17.             | "Louca e Prática" |         |  |
| 18.             | "Coitado" |         |  |

## DVD
| Lista de faixas | |         |  |
| N.º             | Título | Duração |  |
| 1.              | "Mulher não trai (Part. Mr. Catra)"                                                                                      |         |  |
| 2.              | "Mamãe Passou Pimenta"                                                                                                   |         |  |
| 3.              | "Chumbo trocado não doi"                                                                                                 |         |  |
| 4.              | "Gota d’ água" |         |  |
| 5.              | "Quem Fala Não Faz" |         |  |
| 6.              | "Desapega" |         |  |
| 7.              | "Favorita" |         |  |
| 8.              | "Vai ser de enlouquecer (Part. Thiago Brava)"                                                                            |         |  |
| 9.              | "Experimenta" |         |  |
| 10.             | "Máscara caiu" |         |  |
| 11.             | "Se quer a verdade" |         |  |
| 12.             | "Tá querendo me amar (Part. Zé Ricardo & Thiago)"                                                                        |         |  |
| 13.             | "Exclusividade" |         |  |
| 14.             | "Nó na garganta" |         |  |
| 15.             | "Pout Pourri de Modão – Decida / Boate Azul / Nuvém de lágrimas / Evidências / Pense em mim / É o amor / Dormi na praça" |         |  |
| 16.             | "É todo seu" |         |  |
| 17.             | "Louca e Prática" |         |  |
| 18.             | "Coitado" |         |  |